# Manuel Núñez de Arenas
Manuel Núñez de Arenas (ur. 1 kwietnia 1886 w Madrycie, zm. 9 września 1951 w Paryżu) – hiszpański polityk i historyk.

## Życiorys
Uczył się w jezuickiej szkole w Chamartín. W 1915 ukończył filozofię na Uniwersytecie w Madrycie. 
W 1911 został członkiem Hiszpańskiej Socjalistycznej Partii Robotniczej (PSOE). Był zwolennikiem trzeciej Międzynarodówki, dlatego zdystansował się od PSOE i uczestniczył w założeniu hiszpańskiej Komunistycznej Partii Robotniczej w maju 1921 roku, a następnie Komunistycznej Partii Hiszpanii, w której był członkiem Komitetu Centralnego i kandydatem w hiszpańskich wyborach w Madrycie w 1923 roku. Podczas dyktatury Miguela Primo de Rivery został zmuszony do emigracji do Francji, gdzie od 1924 roku był profesorem Uniwersytetu w Bordeaux.
Po proklamacji Republiki wrócił do Hiszpanii, gdzie pracował jako nauczyciel języka francuskiego w Alicante i Madrycie. W okresie wojny domowej został głównym inspektorem edukacji w języku francuskim i doradcą Domu Kultury. W 1939 roku znalazł się na wygnaniu i współdziałał z francuskim ruchem oporu, za co został uwięziony przez hitlerowców w Bordeaux i Fresnes w latach 1942–1943. Po zakończeniu II wojny światowej zatrudniony był na Uniwersytecie w Bordeaux (1945), Ecole de Saint-Cloud (1948) oraz współpracował z CNRS, aż do śmierci.

## Publikacje
- Historia del movimiento obrero español (1916)
- Don Ramón de la Sagra, reformador social (1924)